# Донченко, Семён Алексеевич
Семен Алексеевич Донченко (26 февраля 1908 — 1 июля 1994) — советский военный летчик, генерал-майор авиации (03.08.1953).

## Биография
Родился 26 февраля 1908 года в городе Кременчуге на Полтавщине в семье железнодорожника. Украинец. Окончил школу ФЗУ, работал слесарем на вагоностроительном заводе. В 1930 году, как отличник труда, направлен на обучение до Киевского железнодорожного института. Член ВКП(б) с 1930 года.
В ряды РККА призван в 1931 году. Окончил военную авиационную школу, годичные курсы командиров авиационных звеньев. Летом 1934 года назначен командиром авиазвена одной из авиационных частей Сибирского военного округа. До начала Великой Отечественнойвойны командовал авиационным отрядом, был инспектором-летчиком авиационной бригады, инспектором-летчиком ВВС Сибирского ВО, командиром 1-го скоростного бомбардировочного авиационного полка Архивная копия от 10 февраля 2022 на Wayback Machine того же округа. В январе 1940 года майор С. А. Донченко был понижен в должности до командира авиационной эскадрильи, однако в октябре того же года вернулся в командование полком. Участник Великой Отечественной войны с октября 1941 года.
В декабре 1942 года направлен на курсы усовершенствования командиров и начальников штабов, по окончании который был назначен заместителем командира 260-й смешанной авиационной дивизии. В начале 1944 года назначен заместителем командира, а с ноября того же года — командиром 9-й гвардейской штурмовой авиационной дивизии.
По окончании войны продолжил военную службу в ВВС СССР. В октябре 1946 года полковник С. А. Донченко был назначен начальником 2-го отдела Управления боевой подготовки штурмовой авиации. В феврале 1951 года окончил Военную академию Генштаба и назначен командиром 68-го штурмового авиационного корпуса. Впоследствии занимал должность помощника командующего воздушной армии.
1959 года генерал-майор авиации С. А. Донченко вышел в запас. Жил в Киеве, работал в военно-научном обществе при Доме офицеров Киевского ВО. Умер 1 июля 1994 года.

## Награды
Был награжден тремя орденами Красного Знамени (30.04.1942, 18.05.1945, ...), орденами Суворова 2-й степени (06.04.1945), Кутузова 2-й степени (06.05.1945), Отечественной войны 1-й степени (11.03.1985), Красной Звезды, медалями и иностранными наградами.